# Дегтяр Ростислав Владиславович
Ростислав Владиславович Дегтяр (нар. 30 березня 1999, Донецьк) — український футболіст, воротар МФА (Мукачево).

## Життєпис
Народився в Донецьку, вихованець дитячої академії місцевого «Шахтаря». Окрім «гірників», у ДЮФЛУ також виступав за донецький «Металург», сумську «Барсу» та маріупольську «Олімпію-Азовсталь». У 2016 році перейшов до «Сталі», але в складі кам'янчан виступав лише за юнацьку та молодіжну команди клубу.
У 2019 року переїхав до Словаччини, де став гравцем «Земпліна». У команді не встиг зіграти жодного матчу, після чого відправився в оренду до клубу Другої ліги «Славой», але й у складі клубу Требишіва також не зіграв жодного офіційного матчу. У середині лютого 2020 року повернувся у «Земплін». У футболці михайлівецького клубу дебютував 27 червня 2020 року в нічийному (2:2) домашньому поєдинку 3-го туру Фортуна ліги проти тирнавського «Спартака». Ростислав вийшов на поле в стартовому складі та відіграв увесь матч. Всього провів за клуб 3 матчі Суперліги.
У липні 2021 року підписав контракт з новачком української другої ліги МФА (Мукачево).